# Uliastai
Uliastai (tiếng Mông Cổ: Улиастай; ᠣᠯᠢᠶᠠᠰᠦᠲᠠᠢ) là một thành phố tại Mông Cổ. Thành phố nằm tại phần phía tây của đất nước, cách thủ đô Ulaanbaatar 1.115 km. Uliastai là tỉnh lị của tỉnh Zavkhan và là thành phố đông dân thứ 10 trong cả nước với dân số 24.276 (điều tra 2000), tuy nhiên đến năm 2006 dân số thành phố là 16.240 người và đứng vị trí thứ 16.
Uliastai là một sum của Mông Cổ và nằm hoàn toàn bên trong sum Aldarkhaan.
Cho đến đầu thế kỷ 20, Uliastai là một trung tâm quan trọng của các thương đoàn bằng lạc đà. Việc giao thương bằng lạc đà được thực hiện giữa Urga (nay là  Ulaanbaatar) ở phía đông, Khovd ở phía tây, Huyện tự trị dân tộc Kazakh-Barkol và các địa điểm khác tại Tân Cương ở phía tây nam, và Hohhot ở phía đông nam.
Dưới thời nhà Thanh cai trị Ngoại Mông, Uliastai là nơi tướng quân trú địa Ngoại Mông đồn trú.

## Giao thông
Sân bay Uliastai cũ có hai đường băng chưa lát đá và nằm tại ví trị gần thành phố. Từ năm 2002, sân bay Donoi (hay "sân bay Uliastai mới") với một đường băng chưa được lát sỏi nằm cách thành phố 25 km về phía tây và có các chuyến bay định kỳ đi và đến Ulaanbaatar.

## Khí hậu
Uliastai có khí hậu bán khô hạn lạnh (theo Köppen BSk) với một mùa đông dài, khô và rất lạnh và một mùa hè ngắn và ấm.
| Dữ liệu khí hậu của Uliastai             | Dữ liệu khí hậu của Uliastai | Dữ liệu khí hậu của Uliastai | Dữ liệu khí hậu của Uliastai | Dữ liệu khí hậu của Uliastai | Dữ liệu khí hậu của Uliastai | Dữ liệu khí hậu của Uliastai | Dữ liệu khí hậu của Uliastai | Dữ liệu khí hậu của Uliastai | Dữ liệu khí hậu của Uliastai | Dữ liệu khí hậu của Uliastai | Dữ liệu khí hậu của Uliastai | Dữ liệu khí hậu của Uliastai | Dữ liệu khí hậu của Uliastai |
| Tháng                                    | 1                            | 2                            | 3                            | 4                            | 5                            | 6                            | 7                            | 8                            | 9                            | 10                           | 11                           | 12                           | Năm                          |
| ---------------------------------------- | ---------------------------- | ---------------------------- | ---------------------------- | ---------------------------- | ---------------------------- | ---------------------------- | ---------------------------- | ---------------------------- | ---------------------------- | ---------------------------- | ---------------------------- | ---------------------------- | ---------------------------- |
| Cao kỉ lục °C (°F)                       | 1.1 (34.0)                   | 7.0 (44.6)                   | 15.3 (59.5)                  | 23.1 (73.6)                  | 27.0 (80.6)                  | 32.3 (90.1)                  | 32.3 (90.1)                  | 32.1 (89.8)                  | 25.4 (77.7)                  | 21.1 (70.0)                  | 10.9 (51.6)                  | 3.8 (38.8)                   | 32.3 (90.1)                  |
| Trung bình ngày tối đa °C (°F)           | −15.0 (5.0)                  | −11.2 (11.8)                 | −1.6 (29.1)                  | 8.2 (46.8)                   | 16.6 (61.9)                  | 21.6 (70.9)                  | 22.4 (72.3)                  | 20.8 (69.4)                  | 15.4 (59.7)                  | 7.0 (44.6)                   | −5.3 (22.5)                  | −13.5 (7.7)                  | 5.4 (41.7)                   |
| Trung bình ngày °C (°F)                  | −22.5 (−8.5)                 | −19.9 (−3.8)                 | −10.3 (13.5)                 | 0.5 (32.9)                   | 8.5 (47.3)                   | 13.9 (57.0)                  | 15.0 (59.0)                  | 13.3 (55.9)                  | 7.0 (44.6)                   | −0.8 (30.6)                  | −13.2 (8.2)                  | −20.3 (−4.5)                 | −2.4 (27.7)                  |
| Tối thiểu trung bình ngày °C (°F)        | −28.3 (−18.9)                | −26.0 (−14.8)                | −17.0 (1.4)                  | −6.2 (20.8)                  | 1.2 (34.2)                   | 6.9 (44.4)                   | 9.0 (48.2)                   | 7.1 (44.8)                   | 0.8 (33.4)                   | −7.2 (19.0)                  | −18.7 (−1.7)                 | −25.7 (−14.3)                | −8.7 (16.3)                  |
| Thấp kỉ lục °C (°F)                      | −42.7 (−44.9)                | −41.7 (−43.1)                | −36.6 (−33.9)                | −24.4 (−11.9)                | −13 (9)                      | −4.8 (23.4)                  | −0.1 (31.8)                  | −1.8 (28.8)                  | −14.3 (6.3)                  | −29.5 (−21.1)                | −36.7 (−34.1)                | −40.6 (−41.1)                | −42.7 (−44.9)                |
| Lượng Giáng thủy trung bình mm (inches)  | 2.1 (0.08)                   | 1.7 (0.07)                   | 4.8 (0.19)                   | 9.2 (0.36)                   | 14.8 (0.58)                  | 34.0 (1.34)                  | 54.9 (2.16)                  | 48.2 (1.90)                  | 21.7 (0.85)                  | 9.3 (0.37)                   | 4.6 (0.18)                   | 3.2 (0.13)                   | 208.5 (8.21)                 |
| Số ngày giáng thủy trung bình (≥ 1.0 mm) | 0.8                          | 0.5                          | 1.5                          | 2.0                          | 3.3                          | 5.9                          | 9.7                          | 7.6                          | 4.4                          | 2.5                          | 1.6                          | 1.1                          | 40.9                         |
| Số giờ nắng trung bình tháng             | 186.6                        | 204.8                        | 260.7                        | 266.3                        | 311.4                        | 302.1                        | 291.3                        | 288.9                        | 266.3                        | 223.6                        | 174.0                        | 166.2                        | 2.942,2                      |
| Nguồn: NOAA                              |                              |                              |                              |                              |                              |                              |                              |                              |                              |                              |                              |                              |                              |